# Pljevlja
Pljevlja (cyr. Пљевља) – miasto w północnej Czarnogórze, siedziba gminy Pljevlja. Trzecie pod względem ludności miasto kraju. W 2011 roku liczyło 19 136 mieszkańców.

## Historia
Pierwotnie miasto nazywane było Municipium S. (S to pierwsza i jedyna litera nazwy, którą udało się odczytać w trakcie wykopalisk). Wówczas władzę nad miastem sprawowali Rzymianie.
Po zasiedleniu miasta przez Słowian, miasto zmieniło nazwę na Breznik (Breznica). Nazwa Pljevlja pojawiła się około XV wieku. Po inwazji osmańskiej miasto zmieniło nazwę na Taslidža. W latach 1572–1833 miasto było stolicą sandżaku Hercegowina, obejmującego Bośnię i Hercegowinę.
W 1878 Pljevlja została zajęta przez wojska austro-węgierskie. W 1908, po aneksji przez Austro-Węgry Bośni i Hercegowiny, armia państwa Habsburgów wycofała się i powróciły wojska tureckie. 28 października 1912 do miasta wkroczyły oddziały czarnogórskie. Po I wojnie bałkańskiej miasto weszło w skład Królestwa Czarnogóry.

## Geografia
Miasto leży w kotlinie w Alpach Dynarskich. W pobliżu znajduje się przełom rzeki Tary. Serbska granica przebiega
pięć km od miasta.

## Zabytki
- Meczet Husejna Paszy

## Galeria

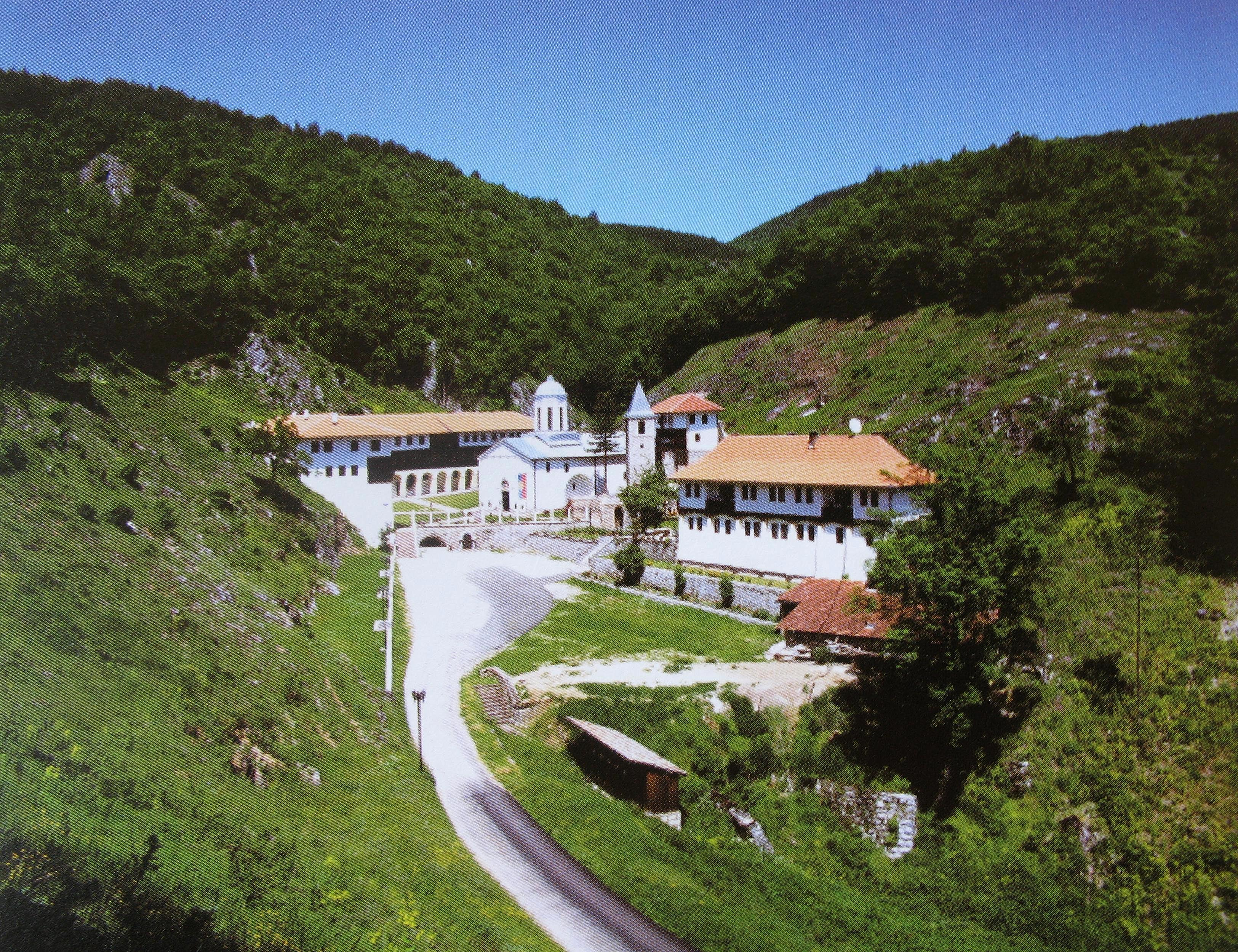
Klasztor Świętej Trójcy w Pljevlji
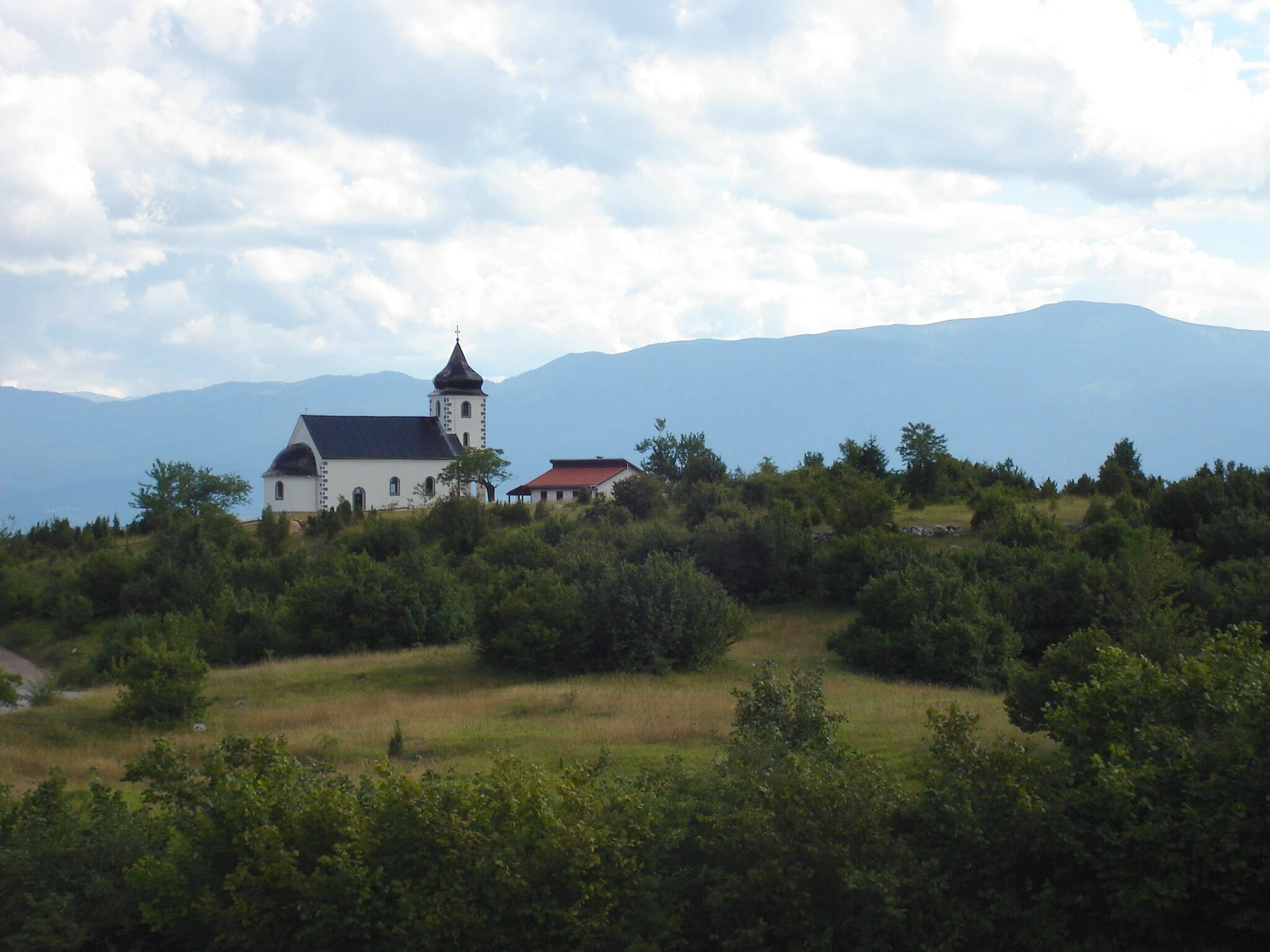
Kościół Świętych Apostołów Piotra i Pawła w Pljevlji
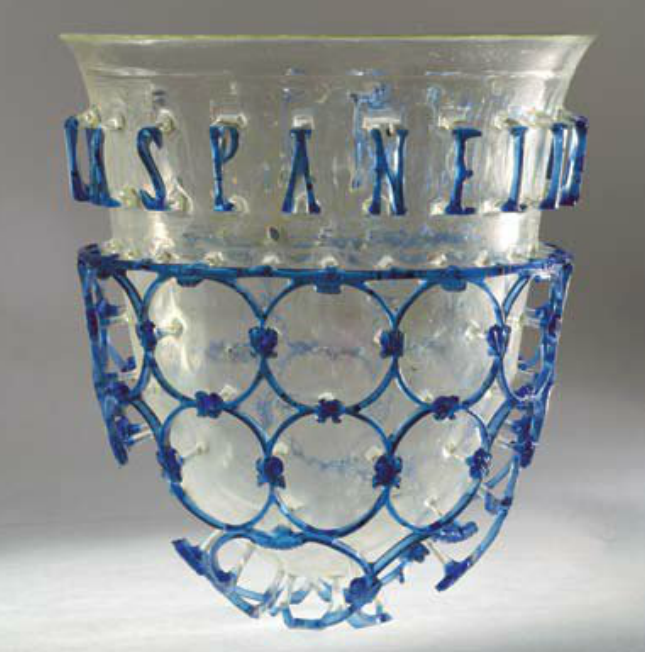
Diatreta